# Ступаков, Пётр Алексеевич
Пётр Алексе́евич Ступако́в (1917, Екатеринослав, Российская империя — 1988, Москва, РСФСР, СССР) — советский футболист и тренер. Играл на позиции нападающего.

## Футбольная карьера
Футбольную карьеру начал в 1933 году в днепропетровской «Стали». Затем несколько лет играл за «Динамо», после чего опять вернулся в «Сталь». В 1940 году переехал в Москву, где играл за ряд местных клубов. После войны выступал за одесский и московский «Пищевики», днепропетровский «Металлург». Закончил карьеру в сталинабадском «Большевике».

## Тренерская карьера
После окончания игровой карьеры работал в правлениях различных спортивных обществ. С 1955 года тренер. Тренировал ряд клубов, в том числе луганскую «Зарю», кишинёвский «Буревестник», рижскую «Даугаву», харьковский «Авангард», казанский «Рубин» и др. В 1980-х работал в Федерации футбола СССР. В 1981—1988 годах был председателем спортивного общества «Труд».
Скончался в 1988 году.

## Достижения
- Победитель Первой лиги СССР: 1955
- Победитель Второй лиги СССР: 1968

## Награды и звания
- Заслуженный тренер Молдавской ССР: 1956
- Заслуженный тренер РСФСР: 1969